# Berufsverband unabhängiger Handwerkerinnen und Handwerker
Der Berufsverband unabhängiger Handwerkerinnen und Handwerker e.V. (BUH) ist ein deutscher Verein mit Sitz in Verden und wurde 1994 gegründet. Die Gründer waren Handwerker, zum Teil aus dem Umfeld des Gesellenschachtes Axt und Kelle.
Bei der Vereinsgründung wurde in der Satzung die Zielsetzung festgelegt, im deutschen Handwerksrecht einiges zu verändern. Wichtig ist dem Verein die Abschaffung des veralteten Hierarchiedenkens im Handwerk und die Einführung der Gewerbefreiheit auch im Handwerk. Daneben legt der Verband wert auf altbewährte Handwerkstechniken und Arbeitsmaterialien. Die Beachtung ökologisch verantwortungsbewussten Handelns zugunsten von Verbrauchern und Verarbeitern hat der Verein in der Präambel seiner Satzung festgehalten.
Zur alltäglichen Arbeit des Berufsverbandes gehört der Einsatz dafür, dass sich Handwerkende auch ohne einen Meistertitel im Handwerk selbständig machen können.
Der Verband setzt sich politisch für die Abschaffung des Meisterzwangs im deutschen Handwerk ein. Unter anderem verwirklicht er dies durch Stellungnahmen an Ministerien, den Bundestag und der Länderparlamente. Dazu unterstützt der Verein auch Kläger auf verschiedenen juristischen Rechtswegen und tritt entsprechend in Medien und Öffentlichkeit auf.
Ausdrücklich lehnt der Verband den Meistertitel nicht ab. Jedoch muss nach Auffassung des BUH e.V. eine Selbständigkeit im Handwerk immer auch ohne Meistertitel (oder Altgesellenregelung) (siehe § 7a der HWO), bzw. Ausnahmebewilligung (siehe §8 der HWO) möglich sein.

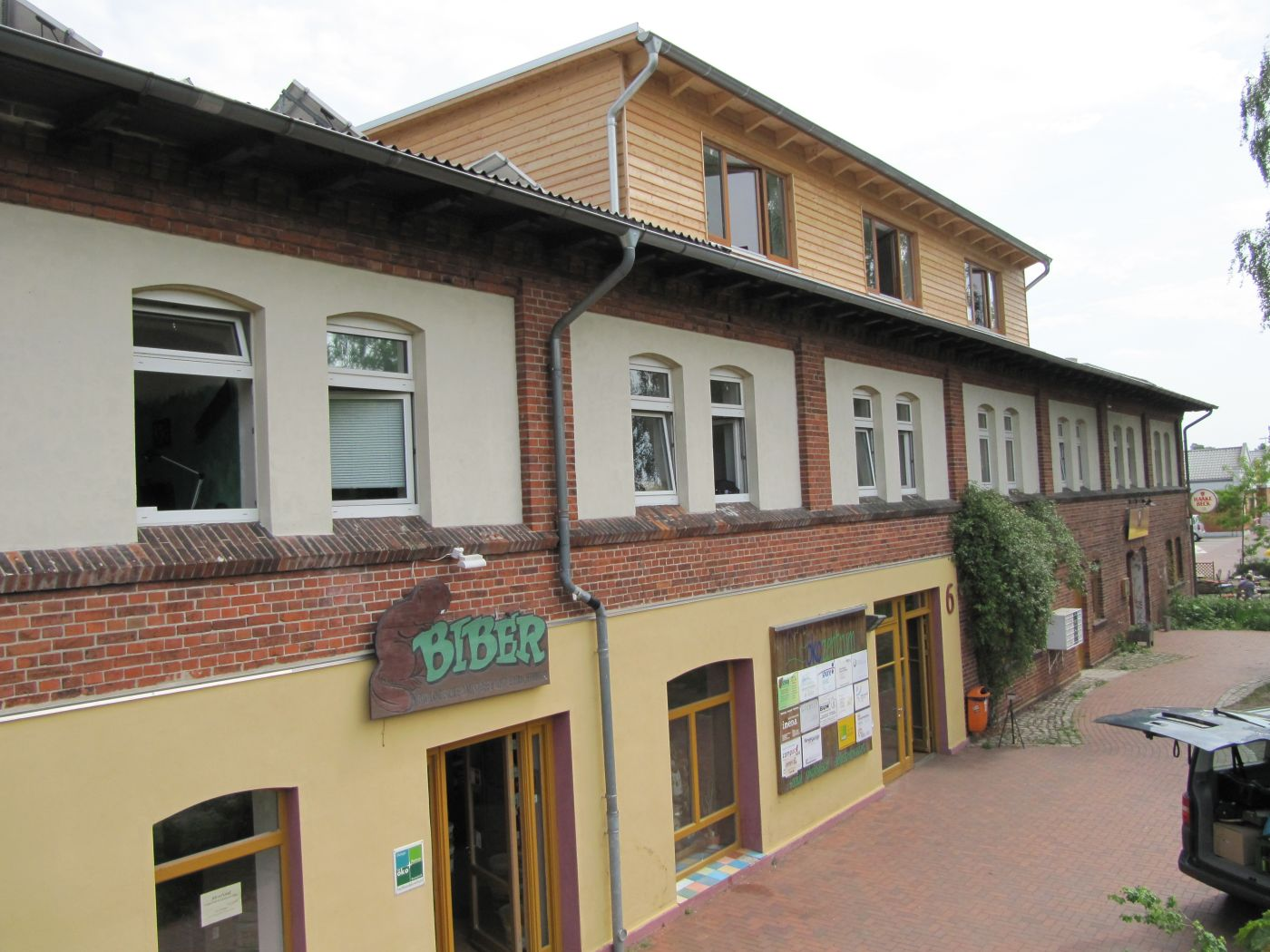
Außenansicht des Ökozentrums in Verden. Hier befindet sich die Bundesgeschäftsstelle des BUH e.V.

Der Verband ist beim Bundestag und beim Bundesverfassungsgericht als Fachverband zum Thema Handwerksrecht anerkannt. Es ist unter anderem auf die Initiative des Verbandes zurückzuführen, dass die Einschränkung der Gewerbefreiheit im Handwerk eine erhöhte Aufmerksamkeit erfuhr.
Die Novellierung der Handwerksordnung Anfang 2004 war aus Sicht des BUH jedoch noch kein Erfolg. Zwar wurden darin über die Hälfte der Zahl der Gewerke vom Meisterzwang befreit; diese Änderungen betreffen aber hauptsächlich Handwerksbetriebe mit vergleichsweise wenigen Beschäftigten und wenig Umsatz. So sind weniger als ein Viertel der Beschäftigten im Handwerk und ein geringer Teil des im Handwerk erwirtschafteten Umsatzes von der damaligen Novellierung betroffen.